# Плутоніт

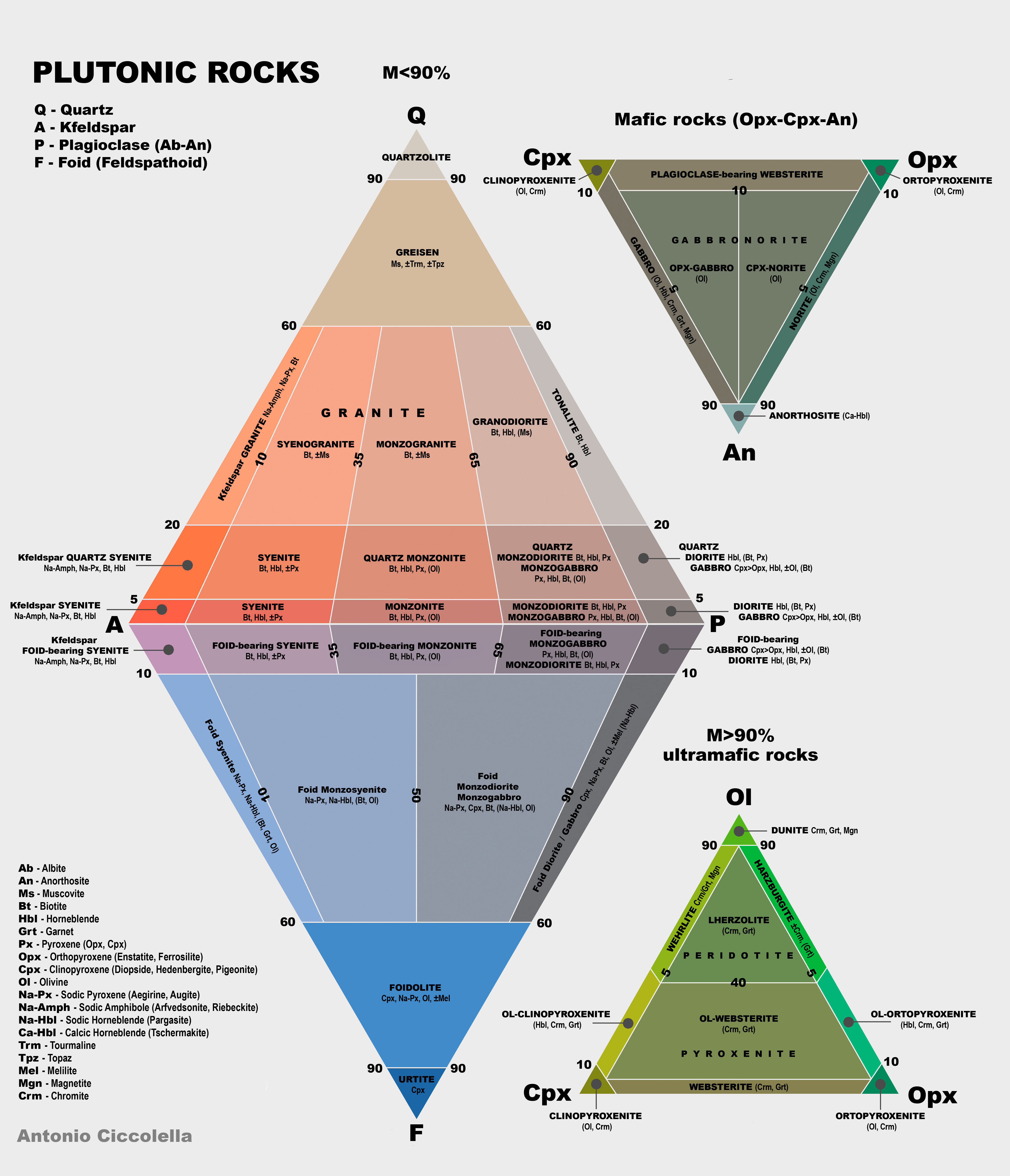
Діаграма QAPF для класифікації плутонічних порід

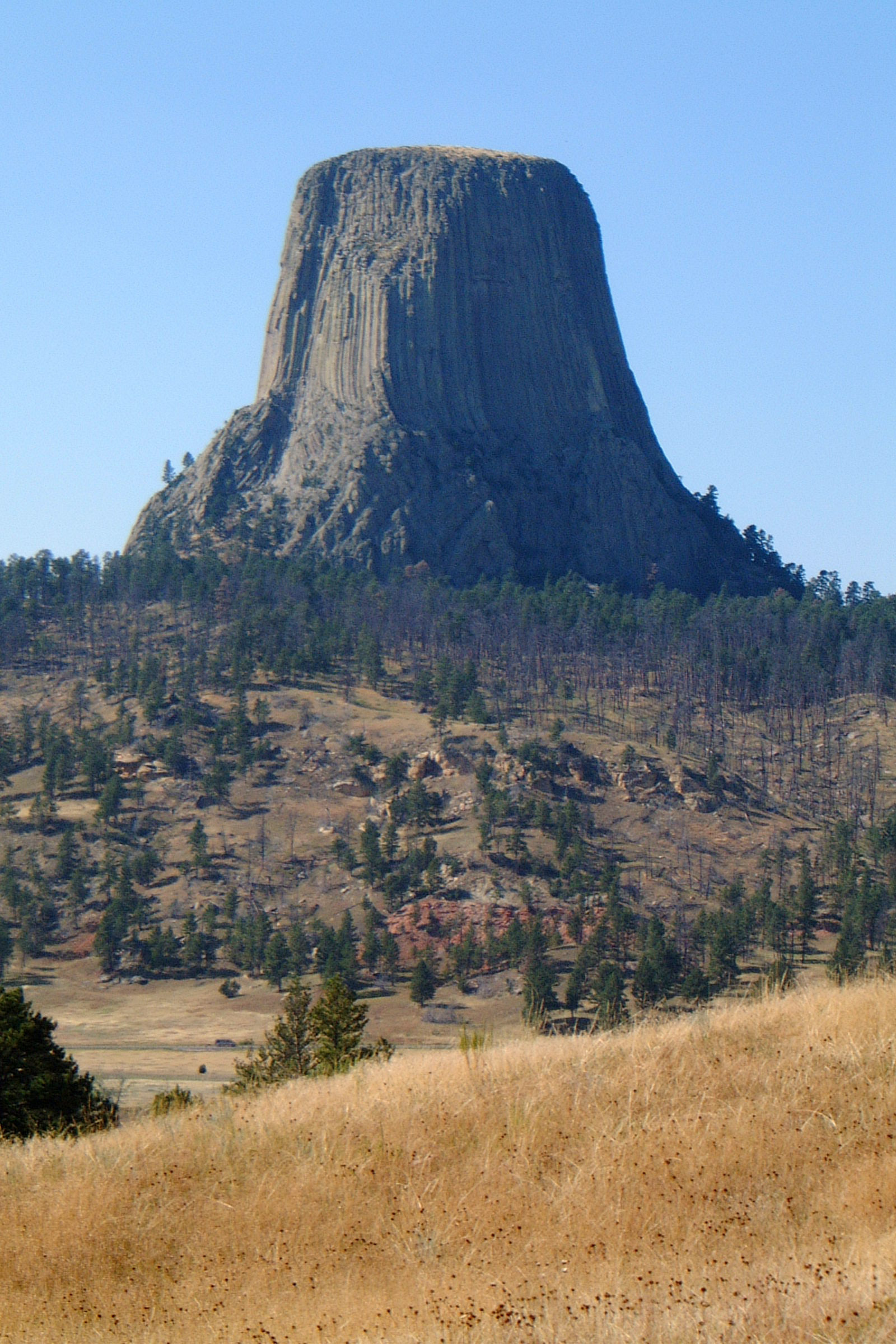
Devils Tower, США, магматичне «інтрузивне» утворення, що утворилося під час ерозії навколишньої м’якшої породи

Плутоніти, плутонічні породи або плутонічні гірські породи — це магматичні породи, що утворюються на великій глибині внаслідок надзвичайно повільного охолодження магми. Утворені в результаті цього гірські породи, які можуть досягати поверхні Землі внаслідок процесів підняття та ерозії, називаються плутонами або, якщо вони досягають дуже великих розмірів, батолітами. Оскільки на глибинах утворення в кілька кілометрів, типових для плутонітів, панують відносно високі температури, кристалізація відбувається повільніше, ніж у магми, яка проникла на поверхню Землі (лави) і з якої виходять вулканічні породи. Тому плутоніти мають типово крупнозернисту текстуру.
Разом із субвулканітами, плутоніти є інтрузивними породами.

## Інтернет-ресурси
- Klöß: Einführung in die Petrographie/Petrologie: Kapitel C, Plutonite. (pdf, 968 kB) Institut für Mineralogie, Kristallographie und Materialwissenschaft der Universität Leipzig, 20. Dezember 2007, archiviert vom Original am 7. Dezember 2008.